# Плотинка (Челябинская область)
Плоти́нка — посёлок в Златоустовском городском округе Челябинской области России.

## География
Через посёлок протекает река Семибратка. Рядом расположено одноимённое озеро (пруд). Расстояние до Златоуста — 48 км.
В первой половине 1940-х годов здесь на речке Семибратке была построена небольшая плотина, по которой посёлок и получил своё имя. Образовавшийся довольно значительный пруд (озеро) носит такое же название - Плотинка. 

## Население
| 2002 | 2010 |
| ---- | ---- |
| 8    | ↗16  |

По данным Всероссийской переписи, в 2010 году численность населения посёлка составляла 16 человек (10 мужчин и 6 женщин).

## Улицы
Уличная сеть состоит из 4 улиц.